# Unione Sportiva Messinese 1927-1928
Questa pagina raccoglie le informazioni riguardanti l'Unione Sportiva Messinese nelle competizioni ufficiali della stagione 1927-1928.

## Rosa
| N. |                   | Ruolo | Calciatore               |
| -- | ----------------- | ----- | ------------------------ |
|    | Italia (bandiera) | D     | Domenico Acciaro         |
|    | Italia (bandiera) | A     | Carmelo Arena            |
|    | Italia (bandiera) | A     | Caliri                   |
|    | Italia (bandiera) | C     | Giovanni Corallo         |
|    | Italia (bandiera) | D     | Giovanni Corona          |
|    | Italia (bandiera) | A     | Saverio Costantino (III) |
|    | Italia (bandiera) | A     | Salvatore Fidomanzo (I)  |
|    | Italia (bandiera) | A     | Edoardo Fulci (I)        |

| N. |                   | Ruolo | Calciatore         |
| -- | ----------------- | ----- | ------------------ |
|    | Italia (bandiera) | D     | Francesco Gentile  |
|    | Italia (bandiera) | C     | Pasquale Latella   |
|    | Italia (bandiera) | A     | Ottaviano Misefari |
|    | Italia (bandiera) | C     | Giovanni Panosetti |
|    | Italia (bandiera) | A     | Armando Priolo     |
|    | Italia (bandiera) | A     | Demetrio Rando     |
|    | Italia (bandiera) | C     | Pasquale Rattotti  |
|    | Italia (bandiera) | P     | Tricomi            |